# Neostege
Neostege is een geslacht van vlinders van de familie van de grasmotten (Crambidae), uit de onderfamilie van de Spilomelinae. De wetenschappelijke naam voor dit geslacht is voor het eerst gepubliceerd in 1910 door George Francis Hampson. Hampson beschreef ook de eerste soort uit het geslacht, Neostege holoxutha uit Zambia en Zimbabwe, die als typesoort is aangeduid.